# Línia evolutiva de Magnemite
Aquesta línia evolutiva de Pokémon inclou Magnemite, Magneton i Magnezone.

## Magnemite
Magnemite és una de les espècies que apareixen a la franquícia Pokémon, una sèrie de videojocs, anime, mangues, llibres, cartes col·leccionables i altres mitjans que va ser inventada per Satoshi Tajiri i ha generat milers de milions de dòlars en beneficis per a Nintendo i Game Freak. És de tipus elèctric i acer i evoluciona en Magneton. En el joc Pokémon Go es necessiten 50 caramels de Magnemite per evolucionar-lo.

## Magneton
Magneton és una de les espècies que apareixen a la franquícia Pokémon, una sèrie de videojocs, anime, mangues, llibres, cartes col·leccionables i altres mitjans que va ser inventada per Satoshi Tajiri i ha generat milers de milions de dòlars en beneficis per a Nintendo i Game Freak. És de tipus elèctric i acer i evoluciona de Magnemite. Evoluciona en Magnezone.

## Magnezone
Magnezone és una de les espècies que apareixen a la franquícia Pokémon, una sèrie de videojocs, anime, mangues, llibres, cartes col·leccionables i altres mitjans que va ser inventada per Satoshi Tajiri i ha generat milers de milions de dòlars en beneficis per a Nintendo i Game Freak. És de tipus elèctric i acer i evoluciona de Magneton.